# Yanara Aedo
Yanara Katherine Nicole Aedo Muñoz (Temuco, Chile; 5 de agosto de 1993) es una futbolista chilena. Juega como delantera en el Colo-Colo del Campeonato Femenino de Chile y es internacional absoluta en la selección chilena.

## Biografía
Aedo pasó su infancia en el sur de Chile, en la ciudad de Temuco. Al igual que muchas niñas de su generación, Yanara jugó fútbol sólo con hombres hasta los 11 años. A los 14 años, la llamaron a la Selección nacional, lo que implicó irse a vivir a Santiago. “Temuco es mucho más chico, la gente es mucho más tranquila. Fue difícil. En los primeros tres meses no había noche que no llorara. Llegaba del colegio, almorzaba, agarraba mis cosas e iba a entrenar con la selección y en la noche era llorar porque echaba de menos”, señaló la deportista en junio de 2019.

## Trayectoria
Surgida del club Araucanía Temuco, pasó a Colo-Colo en el año 2011, donde en su primera etapa ganó la Copa Libertadores Femenina 2012, además de ocho campeonatos nacionales y una Copa de Campeonas.
En enero de 2015, dejó Colo-Colo para fichar por el Washington Spirit, equipo de la Liga Nacional de Fútbol Femenina estadounidense, con quienes ganó el campeonato de la temporada 2015 de la USL W-League, marcando dos goles en la victoria final 2-1 sobre el Colorado Pride.
En septiembre de 2016, Aedo fichó por el Valencia de la Primera División de España.
El 27 de junio de 2017, el Washington Spirit anunció que había recontratado a Aedo. El 13 de julio de 2018, se hizo oficial su vuelta al Valencia, donde permanece durante un año. 
En julio de 2019 se suma al Sevilla, jugando únicamente 9 partidos y marchándose del equipo al año siguiente. 
En octubre de 2020 se convirtió en nuevo refuerzo de Rayo Vallecano, donde permaneció por dos temporadas.  Sin embargo, no pudo evitar el descenso de su equipo en la temporada 2021-22, terminando su estadía en España tras ello. En julio de 2022, la jugadora vuelve a Colo-Colo luego de ocho años. 

## Selección nacional
A nivel sub-17, fue parte de la nómina de la selección chilena en el Campeonato Sudamericano de 2010 disputado en Brasil, donde clasificaron a la Copa Mundial Femenina de Fútbol Sub-17 de dicho año, que Aedo también disputó.   A nivel sub-20 fue parte del plantel que jugó el Campeonato Sudamericano de 2012. 
En 2010, a los 17 años, Aedo fue convocada a la selección chilena absoluta para participar en la Copa América Femenina que se disputó en Ecuador, donde anotó el primer gol en la victoria de Chile por 3-1 sobre Perú. Desde entonces ha participado en distintos torneos representando a su país, jugando en otras cuatro ocasiones la Copa América (2014, 2018, 2022 y 2025), la Copa Mundial Femenina de 2019 y en los Juegos Olímpicos de Tokio 2020.  También fue parte de la delegación chilena durante los Juegos Panamericanos de 2011, Juegos Suramericanos de 2014 y los Juegos Panamericanos de 2023, obteniendo medalla de plata en los dos últimos.  
Actualmente suma más de 100 partidos con la selección, siendo además la jugadora con más encuentros disputados de la historia del conjunto chileno. 

### Partidos internacionales
| Selección chilena | Selección chilena | Selección chilena |
| Año               | Partidos          | Goles             |
| ----------------- | ----------------- | ----------------- |
| 2010              | 7                 | 1                 |
| 2011              | 14                | 0                 |
| 2013              | 4                 | 1                 |
| 2014              | 8                 | 0                 |
| 2017              | 1                 | 3                 |
| 2018              | 15                | 4                 |
| 2019              | 15                | 2                 |
| 2020              | 3                 | 1                 |
| 2021              | 12                | 1                 |
| 2022              | 7                 | 1                 |
| 2023              | 10                | 3                 |
| 2024              | 10                | 1                 |
| 2025              | 5                 | 0                 |
| Total             | 111               | 18                |

## Vida privada
Durante toda su vida, Yanara debió luchar contra los prejuicios que había respecto a las mujeres en el fútbol. En 2018, luego de jugar la Copa América femenina en Chile el 2018, declaró lo siguiente: "A nosotras nos ha tocado en primera persona vivir el machismo por muchos años. Que 'el fútbol es para hombres'. Que 'las mujeres son aburridas'. Hemos tenido que pasar de todo. Que ahora llame la atención y se esté mostrando, a nosotras nos sirve mucho".
También ha denunciado las necesidades más urgentes del fútbol femenino en Chile: "(Necesitamos) que se difunda más el fútbol femenino. Que la gente lo pueda ver por la tele, que lo pueda escuchar y se difunda. Que se cree la liga profesional. Es la única manera.". Sin embargo, Aedo también ha destacado positivamente la cobertura que recibió la Copa América femenina de dicho año : "Es bonito porque el fútbol femenino es un trabajo que no se ve. Nosotras siempre estamos trabajando a la sombra. Y que por fin se vea el trabajo de tantos años para nosotras es lindo".

## Estadísticas

### Clubes
| Club                       | País           | Año       |
| -------------------------- | -------------- | --------- |
| Araucanía Temuco           | Chile          | 2009-2010 |
| Colo-Colo                  | Chile          | 2011-2014 |
| Washington Spirit Reserves | Estados Unidos | 2015-2016 |
| Valencia C. F.             | España         | 2016-2017 |
| Washington Spirit          | Estados Unidos | 2017-2018 |
| Valencia C. F.             | España         | 2018-2019 |
| Sevilla                    | España         | 2019-2020 |
| Rayo Vallecano             | España         | 2020-2022 |
| Colo-Colo                  | Chile          | 2022-     |

### Participaciones en fases finales
| Torneo                          | Sede    | Resultado    | Partidos | Goles | Asistencias |
| ------------------------------- | ------- | ------------ | -------- | ----- | ----------- |
| Copa Mundial Femenina FIFA 2019 | Francia | Primera fase | 2        | 0     | 1           |

## Palmarés

### Títulos nacionales
| Título              | Club      | País  | Año    |
| ------------------- | --------- | ----- | ------ |
| Campeonato Nacional | Colo-Colo | Chile | 2011-A |
| Campeonato Nacional | Colo-Colo | Chile | 2011-C |
| Campeonato Nacional | Colo-Colo | Chile | 2012-A |
| Campeonato Nacional | Colo-Colo | Chile | 2012-C |
| Copa de Campeonas   | Colo-Colo | Chile | 2012   |
| Campeonato Nacional | Colo-Colo | Chile | 2013-A |
| Campeonato Nacional | Colo-Colo | Chile | 2013-C |
| Campeonato Nacional | Colo-Colo | Chile | 2014-A |
| Campeonato Nacional | Colo-Colo | Chile | 2014-C |
| Campeonato Nacional | Colo-Colo | Chile | 2022   |
| Campeonato Nacional | Colo-Colo | Chile | 2023   |
| Campeonato Nacional | Colo-Colo | Chile | 2024   |

### Títulos internacionales
| Título                     | Club      | País  | Año  |
| -------------------------- | --------- | ----- | ---- |
| Copa Libertadores Femenina | Colo-Colo | Chile | 2012 |